# Бугаев, Виктор Елисеевич
Виктор Елисеевич Бугаев (1913—1957) — гвардии сержант Рабоче-крестьянской Красной Армии, участник Великой Отечественной войны, Герой Советского Союза (1944).

## Биография
Родился 4 (по новому стилю — 17) сентября 1913 года в Тюмени в рабочей семье.
Окончил семь классов школы, затем школу фабрично-заводского ученичества, после чего работал мотористом, механиком, водителем автомашины. В январе 1943 года был призван на службу в Рабоче-крестьянскую Красную Армию. С того же года — на фронтах Великой Отечественной войны. К ноябрю 1943 года гвардии сержант Виктор Бугаев был механиком-водителем танка 332-го танкового батальона 52-й гвардейской танковой бригады (6-го гвардейского танкового корпуса, 3-й гвардейской танковой армии, 1-го Украинского фронта). Отличился во время освобождения Киевской области Украинской ССР.
5 ноября 1943 года в составе экипажа танка совершил рейд по тылам противника в районе села Святошино (ныне — в черте Киева) и перерезал шоссе Киев — Житомир. Находясь в окружении, в ночь на 6 ноября экипаж принял неравный бой, в ходе которого уничтожил вражеский танк, 2 самоходных орудия и 1 противотанковое орудие, а также до 30 вражеских солдат и офицеров.
Указом Президиума Верховного Совета СССР «О присвоении звания Героя Советского Союза генералам, офицерскому, сержантскому и рядовому составу Красной Армии» от 10 января 1944 года за «образцовое выполнение боевых заданий командования на фронте борьбы с немецко-фашистскими захватчиками и проявленные при этом отвагу и геройство» был удостоен высокого звания Героя Советского Союза с вручением ордена Ленина и медали «Золотая Звезда» за номером 2136.
После окончания войны был демобилизован. Проживал в Тюмени, работал механиком в горторге.
Умер 5 февраля 1957 года, похоронен на Парфёновском кладбище Тюмени.
Был также награждён орденом Красной Звезды и рядом медалей.

## Память
- В 2002 году в честь Бугаева названа новая улица в Тюмени[1].